# Хьюз, Лори
Лари Хьюз (англ. Laurie Hughes; 2 марта 1924 — 9 сентября 2011) — английский футболист, выступавший на позиции центрального полузащитника на протяжении всей своей карьеры за «Ливерпуль».

## Биография
Родился в ливерпульском районе Эвертон в доме 12 по Глив-стрит. Воспитанник школы «Транмир Роверс», с 1943 года в составе «Ливерпуля». Дебютировал 5 января 1946 года в матче против «Честер Сити» в рамках 3-го раунда Кубка Англии. Первый гол забил 8 декабря 1951 года на «Энфилде» в ворота клуба «Престон» на 88-й минуте, сумев избежать поражения (2:2). В первый послевоенный сезон 1946/1947 годов сыграл 30 матчей из 42 и помог команде выиграть первый за 24 года титул чемпиона Англии. В плане игры он характеризовался как сильный центральный полузащитник, способный играть на фланге, умевший читать игру и разрушать атаки противника.
В 1950 году Хьюз вышел с командой в финал Кубка Англии, в котором «Ливерпуль» проиграл «Арсеналу» 0:2. В том же году он попал в заявку сборной Англии на чемпионат мира в Бразилию, став первым представителем «Ливерпуля» на чемпионатах мира и сыграв все три матча: дебютной встречей стала игра 25 июня 1950 года в Рио-де-Жанейро против Чили. Лори был участником и матча 29 июня против США, в котором англичане сенсационно проиграли 0:1. 2 июля, в третьем матче с участием Хьюза, англичане проиграли испанцам 0:1 и не вышли из группы. В том же году 20 сентября в матче за Суперкубок Англии между двумя сборными Англии — командой образца ЧМ-1950 и командой Футбольной ассоциации, участвовавшей в турне в Канаде — Хьюз, игравший за сборную ЧМ-1950, получил серьёзную травму и был заменён на Джима Тейлора: травма способствовала в итоге тому, что Хьюз утратил былую силу и перестал вызываться в сборную. Тем не менее, он стал единственным игроком сборной Англии, который провёл все свои матчи за сборную исключительно в финальных этапах чемпионата мира.
В 1950-е годы «Ливерпуль» также утратил былую мощь и в сезоне 1952/1953 чуть не вылетел из Первого дивизиона, однако на следующий сезон этого избежать уже не удалось. Хьюз продолжил играть за команду, а в сезоне 1956/1957 пропустил всего один матч. Последний свой матч в составе «красных» он провёл против команды «Чарльтон Атлетик» 28 сентября 1957 года, однако не покидал расположение команды до мая 1960 года. Всего он сыграл 326 матчей, забив один гол за клуб.
После игровой карьеры Хьюз открыл булочную. В 1964 году его обвинили в приобретении украденных товаров: за закупку продуктов питания, принадлежавших компании Woolworths, его оштрафовали на 20 фунтов.